# Túrkeve

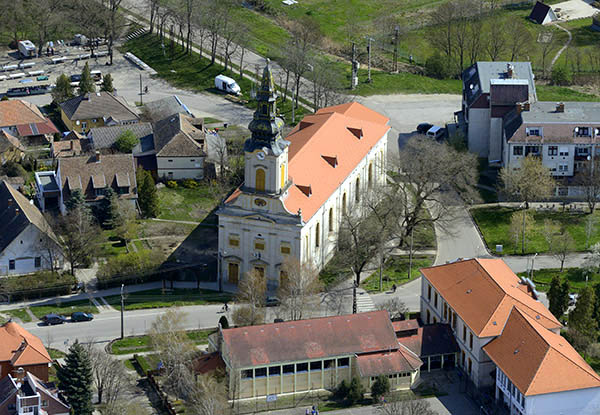
Reformerta kyrkan.

Túrkeve är en stad i provinsen Jász-Nagykun-Szolnok i Ungern. Túrkeve ligger i distriktet Mezőtúr och hade år 2019 totalt 8 320 invånare.